# Lethe consobrina
Lethe consobrina är en fjärilsart som beskrevs av Charles James Watkins 1928. Lethe consobrina ingår i släktet Lethe och familjen praktfjärilar. Inga underarter finns listade i Catalogue of Life.